# Mont Durand
Pour les articles homonymes, voir Durand.
La mont Durand, ou Arbenhorn, est un sommet des Alpes valaisannes, en Suisse, situé dans le canton du Valais, qui culmine à 3 712 m d'altitude.
Situé entre la pointe de Zinal à l'ouest et l'Ober Gabelhorn à l'est, recouvert en grande partie de glaciers, le mont Durand domine le glacier d'Arben à l'est et le glacier Durand au nord,.

## Toponymie
Son nom français vient du vieil allemand Rant, qui signifie « bouclier » ou « bastion rocheux ». Son nom allemand désigne l'arole (Arben au pluriel) qui couvrait la région avant le petit âge glaciaire.